# Аминта (син на Андромен)
Вижте пояснителната страница за други личности с името Аминта.
Аминта (на старогръцки: Ἀμύντας; Amyntas † 330 г. пр. Хр.) е приятел (hetairos) и военачалник на македонския цар Александър Велики.
Той е най-големият от четирите сина на Андромен от Тимфея (Тимфая)] на река Бистрица. Неговите братя са Симия († 330 г. пр. Хр.), Атал († 316 г. пр. Хр.) и Полемон († сл. 316 г. пр. Хр.). Братята му са взети от цар Филип II в македонския двор в Пела, където стигат до важни позиции. Аминта става младежки приятел (syntrophoi) на изместения от управлението цар Аминта IV, който по-късно е убит от Александър. Той се сприятелява с Филота. През 335 г. пр. Хр. той е комадир (taxiarchos) на отряд на pezhetairoi на Александър във войната против Тива. През похода на Алексанър в Азия той се бие в битката при Иса (333 г. пр. Хр.). През 332 г. пр. Хр. Александър го изпраща в Македония, за да събере нова войска. Към края на 331 г. пр. Хр. Аминта пристига в Суза с 6000 македонски пехотинци и 500 кавалеристи, 3500 тракийци пехотинци и 600 на кон, 4000 пелопонески наемници пехотинци и 380 на кон и 50 нови пажове. 
През 330 г. пр. Хр. Аминта и братята му са подозрени при Александър в предателство по време на „Димна-аферата“ и заради приятятелството им с Филота. Аминта и братята му така се защитават, че Алексанър им повярва, че не са виновни. Ариан пише, че малко по-късно Аминта е ранен смъртно от стрела при обсадата на едно селище.